# Eleutherodactylus auriculatus
Eleutherodactylus auriculatus es una especie de rana de la familia Eleutherodactylidae.

## Distribución geográfica
Es endémica de Cuba (incluida la isla de la Juventud).

## Estado de conservación
Se encuentra amenazada por la pérdida de su hábitat natural. 